# Todiramphus
Todirhamphus é um gênero de ave da família Alcedinidae. 

## Espécies
Vinte e duas espécies são reconhecidas para o gênero Todiramphus:
- Todiramphus nigrocyaneus, martim-caçador-escuro
- Todiramphus winchelli, martim-caçador-de-nuca-ruiva
- Todiramphus diops, martim-caçador-de-dorso-azul
- Todiramphus lazuli, martim-caçador-lazúli
- Todiramphus macleayii, martim-caçador-da-floresta
- Todiramphus albonotatus, martim-caçador-do-dorso-branco
- Todiramphus leucopygius, martim-caçador-ultramarino
- Todiramphus farquhari, martim-caçador-de-vanuatu
- Todiramphus funebris, martim-caçador-sombrio
- Todiramphus chloris, martim-caçador-de-colar
- Todiramphus sordidus, martim-caçador-da-torresia
- Todiramphus colonus, martim-caçador-das-luisíadas
- Todiramphus albicilla, martim-caçador-das-marianas
- Todiramphus tristrami, martim-caçador-melanésio
- Todiramphus sacer, martim-caçador-do-pacífico
- Todiramphus enigma, martim-caçador-das-talaud
- Todiramphus cinnamominus, martim-caçador-de-guam
- Todiramphus pelewensis, martim-caçador-de-palau
- Todiramphus reichenbachii , martim-caçador-de-ponape
- Todiramphus saurophagus, martim-caçador-da-praia
- Todiramphus sanctus, martim-caçador-sagrado
- Todiramphus recurvirostris , martim-caçador-da-samoa
- Todiramphus australasia, martim-caçador-canela
- Todiramphus tutus, martim-caçador-respeitado
- Todiramphus ruficollaris, martim-caçador-de-mangaia
- Todiramphus veneratus, martim-caçador-venerado
- Todiramphus gambieri, martim-caçador-de-gambareva (extinto)
- Todiramphus gertrudae, martim-caçador-de-niau
- Todiramphus godeffroyi, martim-caçador-das-marquesas
- Todiramphus pyrrhopygius , martim-caçador-de-dorso-rubro